# Liga Zbrojnej Neutralności (1780–1783)
Liga Zbrojnej Neutralności – istniejący w latach 1780-1783 sojusz państw europejskich, zawarty w czasie wojny Anglii z Francją, mający na celu wzajemną obronę przed działaniami brytyjskiej floty wobec statków pływających pod banderami krajów neutralnych. 
W sierpniu 1780 roku Szwecja, Rosja oraz Królestwo Danii i Norwegii utworzyły Ligę Zbrojnej Neutralności. W 1781 roku do Ligi przyłączyły się Prusy i Austria, w 1782 Portugalia, a w 1783 Królestwo Neapolu.
Liga zakończyła działalność po pokoju paryskim w 1783 roku. W czasie wojen napoleońskich została powołana ponownie i istniała w latach 1800-1801.  